# Hospitalia flavolineata
Hospitalia flavolineata är en fjärilsart som beskrevs av Otto Staudinger 1883. Hospitalia flavolineata ingår i släktet Hospitalia och familjen mätare. Inga underarter finns listade i Catalogue of Life.